# The Wild Boys
The Wild Boys ist ein Popsong der britischen Band Duran Duran aus dem Jahr 1984.

## Geschichte
Der Regisseur Russell Mulcahy wollte auf Grundlage des 1971 erschienenen, surrealistischen und homosexuell ausgerichteten Romans The Wild Boys: A Book Of The Dead von William S. Burroughs einen Spielfilm drehen. Seiner Idee nach sollte die Band einen zeitgemäßen Soundtrack beisteuern, wie Queen später für den Film Highlander – Es kann nur einen geben. Der Wild-Boys-Spielfilm wurde jedoch nie realisiert.
The Wild Boys wurde am 26. Oktober 1984 als Single veröffentlicht und ist eines der erfolgreichsten Stücke der Band. In Deutschland verblieb das Lied vier Wochen (vom 7. Dezember 1984 bis zum 3. Januar 1985) auf Platz 1.
Der Titel wurde auf den Alben Arena (1984), Decade: Greatest Hits (1989), Night Versions: The Essential Duran Duran (1998, nur in den USA), Greatest (1998) und Strange Behaviour (1999) veröffentlicht. Die B-Seite, die Liveversion des Stückes (I’m Looking for) Cracks in the Pavement, wurde in der Sport-Arena Maple Leaf Gardens aufgenommen, wo während desselben Konzerts auch das Video zum Duran-Duran-Klassiker The Reflex entstand.
Für die im Herbst 1998 erschienene Kompilation Greatest beauftragte EMI die Band Remixe zu produzieren, darunter zwei von The Wild Boys, die nur auf Promo-CDs veröffentlicht wurden.

## Musikvideo
Das Video zu dem Lied, bei dem Mulcahy selbst Regie führte, sollte seine Vorstellungen für seinen Spielfilm The Wild Boys zeigen. Es wurde in den Pinewood-Studios gedreht und kostete, wegen der aufwendigen Ausstattung mit einer Metall-Pyramide, einer Windmühle vor einem Wasserbecken, Prothesen, Make-up-Effekten und für damalige Verhältnisse modernster Computergrafik, in der Produktion über eine Million Dollar. Der Clip wurde bei den BRIT Awards 1985 als „Best British Video“ ausgezeichnet.
Zu sehen sind die Bandmitglieder in einer dystopischen Zukunftswelt als Gefangene, die sich schließlich befreien können.

## Coverversionen
- 1997: Atrocity
- 1997: Deathline Int’l
- 1999: Touch-Down
- 1999: Robyn Loau/Ronin System
- 2002: M@d (It’s Name Is)
- 2002: Quenn of Japan
- 2003: Midnite Club
- 2004: Mnemic
- 2004: New Romantic Orchestra
- 2004: Phixx
- 2004: Light Zone feat. Mark Hanna
- 2004: Sample Gangsters (Star Industry)
- 2007: US5 (Rhythm Of Life)
- 2009: Pilgrim feat. Dorian